# エシュロン

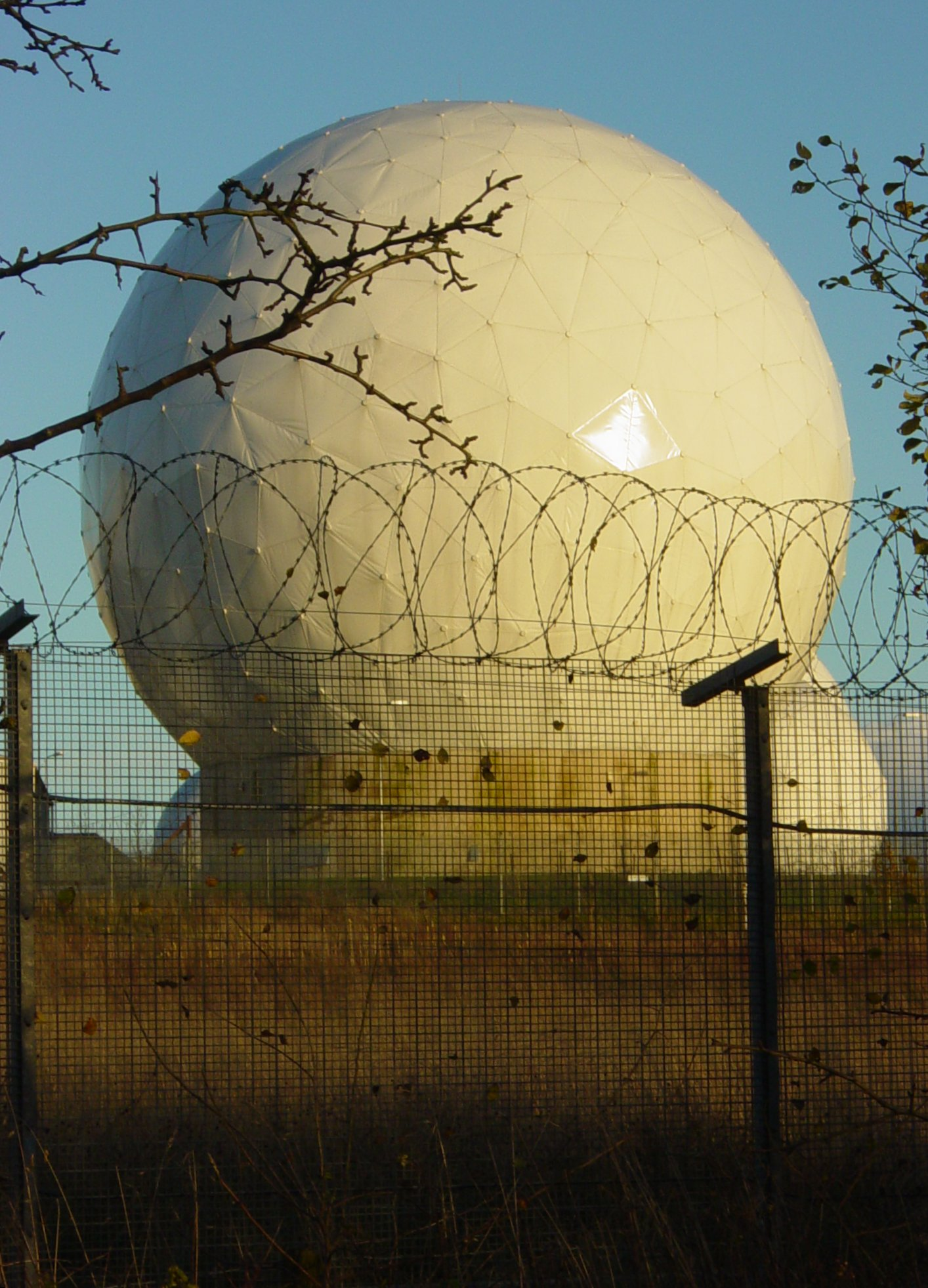
エシュロンに関する施設だといわれているイギリス空軍メンウィズヒル基地にあるレドーム（レーダーアンテナ保護用のドーム）。

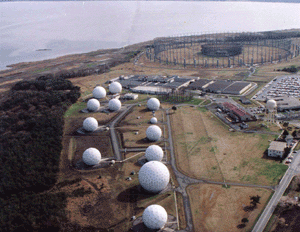
三沢基地 姉沼通信所（1990年代、アメリカ空軍撮影）
奥に見える大きな輪状のアンテナ施設は通称「ゾウの檻」と呼ばれていたが、既に使用が中止され撤去が予定されている。

エシュロン (ECHELON) は、アメリカ合衆国を中心に構築された軍事目的の通信傍受システム。
同国の国家安全保障局 (NSA) 主体で運営されていると欧州連合などが指摘し、
エドワード・スノーデンの告発により、PRISMで有線データ通信さえも盗聴されていることが明らかになった一方、アメリカ合衆国連邦政府が認めたことはない。
名称は（梯子の）「段」を意味するフランス語 échelon に由来する。

## エシュロンの誕生
1943年5月17日に「英米通信傍受協定」（ブルサ協定）が結ばれ、ベノナ・プロジェクトも開始。この時にエシュロン・システムが誕生したといえる。
1948年には、米英に加えてカナダ、オーストラリア、ニュージーランドも参加する秘密協定としてUKUSA協定が結ばれ、通信傍受の協力体制が作られた。
1949年には統合参謀本部安全保障局が作られ、1952年には国家安全保障局（NSA）に改編された。この頃から、エシュロン・システムは拡大を始め、現在に至る。

## 暴露
1972年の元NSAのペリー・フェルウォックによる暴露でNSAの大規模な通信傍受活動は初めて認知されるようになった。当時、アメリカではウォーターゲート事件など米国政府による盗聴が問題となっており、フェルウォックはダニエル・エルズバーグによるペンタゴン・ペーパーズに触発されたという。その後、関係者による暴露が相次ぎ、1988年にダンカン・キャンベルによって「エシュロン」と報じられるようになった。2012年にはエドワード・スノーデンによるPRISMによる通信傍受手法などの暴露が行われた。

### 欧州議会による報告書
2001年7月、欧州議会の「エシュロン通信傍受システムに関する特別委員会」は「世界的な私的、または商業通信の傍受システムの存在（エシュロン傍受システム）」という最終報告書を発表した。
この報告書では、「UKUSAによる全世界的な傍受システムが存在することは疑いない」と断定し、また「重要な点は、軍事通信だけでなく私的、あるいは商業通信の傍受を目的としていることである」としている。
ただし、傍受システムの限界として、どれだけ大規模なリソースと能力を用いてもすべての通信の徹底的で詳細なモニタリングは、実際にはその膨大な通信量から不可能であるとも指摘している。

### 日本
日本にもエシュロン傍受施設は存在し、青森県の三沢飛行場に置かれている。また朝日新聞も2001年に、日本を含むアジア・オセアニア地域に置かれた傍受基地の存在を報道している。

## その他
今日では、データ通信の大部分は、光ファイバを利用した有線通信によって行われており、傍受することは極めて困難である。それでも例えば、20世紀末までは海底ケーブルの中継器に傍受装置を取り付けることで光ファイバでも盗聴が可能であったが、1997年以降からは電気アンプから光学的に増幅するアンプに変わったために不可能になったと思われていた。ただし実際にはPRISMによるインターネットの監視など異なる手法による通信傍受が行われていることが明らかになった。
2000年1月下旬にエシュロン・システムが全面的に72時間システム・ダウンし、修復作業に150万アメリカ合衆国ドルがかけられた。
ただし、2013年には米国によるドイツの当時の首相であるメルケル氏の携帯の盗聴
が、2020年には米国によるスイス企業を媒介しドイツと共謀した長期的な盗聴活動が報じられている。

## エシュロンを取り上げている作品
- ゴルゴ13 - エシュロンを扱った話「神の耳・エシュロン(第417話 SPコミックス144巻)」がある
- BLOODY MONDAY－「F（ファルコン）・E（エシュロン）」というエシュロンを模った通信傍受システムがある。
- エネミー・オブ・アメリカ
- ドキュメンタリー「NSA 国家安全保障局の内幕」（全3回） - 「BS世界のドキュメンタリー」(NHK) 放送枠にて放映。
- ボーン・アルティメイタム
- STEINS;GATE - エシュロンへのハッキングが物語の重要シーンとして描かれる。
- 魔法科高校の劣等生 - ティーン向けファンタジーであるが、エシュロンの後継機という設定でエシュロンIIIが登場する。
- ヘッド・オブ・ステイト - エシュロンをハッキングし世界を混乱に陥れようとする武器商人との闘いを描く。